# Эскобар, Хуан Марсело
Хуан Марсело Эскобар Чена (исп. Juan Marcelo Escobar Chena; родился 3 июля 1995 года в Луке, Парагвай) — парагвайский футболист, защитник испанского клуба «Кастельон». Выступал за сборную Парагвая.

## Клубная карьера
Эскобар — воспитанник клуба «Спортиво Лукеньо». 16 февраля 2014 года в матче против столичного «Насьональ» он дебютировал в парагвайской Примере. 4 мая 2016 года в поединке против «Соль де Америка» Хуан забил свой первый гол за «Спортиво Лукеньо». 10 мая 2017 года в матче Южноамериканского кубка против колумбийского «Депортиво Кали» он отметился забитым мячом. В начале 2017 года Эскобар перешёл в «Серро Портеньо». 17 февраля в матче против «Соль де Америка» он дебютировал за новую команду. 12 мая в поединке против столичной «Олимпии» Хуан забил свой первый гол за «Серро Портеньо».
1 июня 2019 года Эскобар стал игроком мексиканского «Крус Асуля».

## Международная карьера
В 2015 году Эскобар принял участие в молодёжном чемпионате Южной Америки в Уругвае. На турнире он принял участие в матчах против команд Колумбии, Эквадора, Боливии, Аргентины и Перу.
В 2015 году Эскобар принял участие в Панамериканских играх в Канаде. На турнире он сыграл в матчах против команды Мексики, Тринидада и Тобаго и Уругвая.
2 июля 2017 года в товарищеском матче против сборной Мексики Эскобар дебютировал за сборную Парагвая.